# Personal Jesus
„Personal Jesus“ je dvacátý třetí singl skupiny Depeche Mode. Byl vydán 29. srpna 1989 jako první singl z alba Violator. Od té doby se píseň dočkala mnoha různých coververzí. Singl se vyšplhal na 13. místo v UK Singles Chart.
Roku 2004 se „Personal Jesus“ umístila na 368. místě v žebříčku 500 nejlepších písní všech dob časopisu Rolling Stone, a v září 2006 mezi 100 nejlepších písní vůbec časopisu Q.
Píseň byla inspirována knihou Elvis and Me od Priscilly Presley. Podle textaře Martina Gorea je píseň o tom, co to znamená být pro někoho jeho Ježíšem, dávat mu naději a starat se o něho.
Píseň se výrazně liší od všech písní, které Depeche Mode do té doby vytvořili, a stala se spolu s následujícím singlem, „Enjoy the Silence“, jejich nejznámější a nejúspěšnější písní vůbec. Popularitě pomohla i kontroverze, kterou píseň ve své době způsobila, reklamní kampaň a fakt, že singl byl vydán šest měsíců před albem.

## Seznam skladeb
Všechny písně napsal Martin Gore.
| 7″, MCMute / Bong17, CBong17 (UK) 1. "Personal Jesus" (3:44) 2. "Dangerous" (4:20) 7″Mute / GBong17 (UK) 1. "Personal Jesus" (3:44) 2. "Dangerous (Hazchemix Edit)" (3:01) 3. "Personal Jesus (Acoustic)" (3:26) 12″, mini-CDMute / 12Bong17, CDBong17 (UK) 1. "Personal Jesus (Holier Than Thou Approach)" (5:51) 2. "Dangerous (Sensual Mix)" (5:24) 3. "Personal Jesus (Acoustic)" (3:26) 12″, mini-CDMute / L12Bong17, LCDBong17 (UK) 1. "Personal Jesus (Pump Mix)" (7:47) 2. "Personal Jesus (Telephone Stomp Mix)" (5:32) 3. "Dangerous (Hazchemix)" (5:34) | CDMute / CDBong17X (EU) 1. "Personal Jesus" (3:44) 2. "Dangerous" (4:20) 3. "Personal Jesus (Acoustic)" (3:26) 4. "Dangerous (Hazchemix Edit)" (3:01) 5. "Personal Jesus (Holier Than Thou Approach)" (5:51) 6. "Dangerous (Sensual Mix)" (5:24) 7. "Personal Jesus (Pump Mix)" (7:47) 8. "Personal Jesus (Telephone Stomp Mix)" (5:32) 9. "Dangerous (Hazchemix)" (5:34) - Znovuvydání z roku 2004. CDSire/Reprise / 21328-2 (USA) 1. "Personal Jesus" (3:44) 2. "Personal Jesus (Holier Than Thou Approach)" (5:51) 3. "Dangerous (Hazchemix)" (5:34) 4. "Personal Jesus (Pump Mix)" (7:47) 5. "Personal Jesus (Acoustic)" (3:26) 6. "Dangerous (Sensual Mix)" (5:24) 7. "Personal Jesus (Telephone Stomp Mix)" (5:32) 8. "Dangerous" (4:20) - Vydáno 19. září 1989 v USA |

## Personal Jesus 2011
„Personal Jesus“ byla v roce 2011 zremixována pro nové album, Remixes 2: 81–11. Samotný singl vyšel 18. dubna téhož roku v digitální podobě, a později 30. května i na CD.

### Seznam skladeb
CDMute / Bong43 (UK)
1. "Personal Jesus (The Stargate Mix)" (3:57)
2. "Personal Jesus (Alex Metric Remix)" (5:57)
3. "Personal Jesus (Eric Prydz Remix)" (7:26)
4. "Personal Jesus (M.A.N. Remix)" (5:24)
5. "Personal Jesus (Sie Medway-Smith Remix)" (6:25)

12″Mute / 12Bong43 (UK)
1. "Personal Jesus (Alex Metric Remix)" (5:54)
2. "Personal Jesus (M.A.N. Remix)" (5:22)
3. "Personal Jesus (The Stargate Mix)" (3:56)
4. "Personal Jesus (Eric Prydz Remix)" (7:25)
5. "Personal Jesus (Sie Medway-Smith Remix)" (6:25)

CDMute / PCDBong43 (UK)
1. "Personal Jesus (The Stargate Mix)" (3:57)
2. "Personal Jesus (Alex Metric Remix Edit)" (3:27)
3. "Personal Jesus (Alex Metric Remix)" (5:57)
4. "Personal Jesus (Eric Prydz Remix)" (7:26)
5. "Personal Jesus (M.A.N. Remix)" (5:24)
6. "Personal Jesus (Sie Medway-Smith Remix)" (6:25)

iTunes Store
1. "Personal Jesus (Alex Metric Remix)" (5:57)
2. "Personal Jesus (Eric Prydz Remix)" (7:26)
3. "Personal Jesus (M.A.N. Remix)" (5:24)
4. "Personal Jesus (Sie Medway-Smith Dub)" (5:56)

## Coververze

### Johnny Cash
Coververze od Johnnyho Cashe pochází z alba American IV: The Man Comes Around, píseň je také na B straně Cashova singlu „Hurt“, vydaného 3. listopadu 2003. Cash je v písni doprovázen pouze kytarou a klavírem. Výběr písně, který byl pro mnoho lidí poměrně překvapivý, Cash komentoval slovy: „Personal Jesus je pravděpodobně nejevangeličtější píseň, kterou jsem kdy nahrál. Nevím, jestli ji tak autor zamýšlel, ale je taková.“

### Marilyn Manson
Singl Marilyna Mansona byl vydán 4. října 2004 a pochází z kompilace Lest We Forget: The Best of.

### Ostatní umělci
Ruská punková skupina Тараканы! (Tarakany!, česky švábi) nahrála coververzi roku 1998, k písni vznikl klip.
Křesťanská gothrocková skupina Rackets and Drapes nahrála píseň na albu Trick Or Treat z roku 2000.
V roce 2002, stejně jako Johnny Cash, nahrála coververzi americká industrialrocková skupina Gravity Kills na LP Superstarved a metalová skupina Lollipop Lust Kill na albu My So Called Knife.
Industrialmetalová skupina Koyi k utho z Kolumbie nahrála „Personal Jesus“ na albu Mechanical Human Prototype z roku 2003, k písni rovněž vznikl klip.
V roce 2004 nahrála belgická skupina Insekt na albu Ohrwürmer.
Tori Amos zpívala píseň živě v roce 2005 na Original Sinsuality/Summer of Sin Tour.
Richard Cheese nahrál píseň v roce 2005 na albu I’d Like a Virgin a na Silent Nightclub z roku 2006 vydal vánočně laděný remix. Z roku 2006 pochází také cover gospelové skupiny The Dixie Hummingbirds a Davida Gogo. Na živém koncertu zazpívala svou verzi písně česká zpěvačka Iva Frühlingová.
Píseň byla mnohokrát samplována ostatními interprety. Rapper Apathy použil samply z „Personal Jesus“ pro vlastní stejnojmennou skladbu na albu Where’s Your Album?!! z roku 2004. Dívčí skupina Sugababes použila samply pro skladbu „It Ain’t Easy“ z alba Taller in More Ways z roku 2005. Kytarový ryff si vypůjčila britská zpěvačka Jamelia na svém singlu „Beware of the Dog“ z roku 2006. Hilary Duffová použila samply z Personal Jesus na svém singlu „Reach Out“ z roku 2008.
Píseň hrála i česká skupina Blue Effect.